# Нильсен, Деннис
Деннис Эндрю Нильсен (23 ноября 1945 — 12 мая 2018) — британский серийный убийца и некрофил. 
Убил 15 человек с особой жестокостью и совершил 7 покушений. Но позднее в интервью он утверждал, что убил всего 12 человек. 
Тела жертв расчленял, фотографировал в обнажённом виде, общался с трупами. 
Считается одним из самых страшных маньяков в истории Великобритании, преступления которого вызвали большой общественный резонанс. 

## Детство
Мать Денниса Нильсена была шотландкой, отец норвежским солдатом. Семейная жизнь складывалась неудачно: отец много пил и часто надолго отлучался из дома. Когда Нильсену было 4 года, родители развелись. 
Событие, которое, по словам Нильсена, чрезвычайно сильно повлияло на всю его жизнь, произошло, когда ему было шесть лет — мальчика без объяснения причин заставили сидеть несколько часов в одиночестве рядом с мёртвым телом дедушки перед похоронами. Созерцание трупа человека, которого он очень любил, вызвало у Нильсена, по его словам, своего рода «эмоциональную смерть». 
Через два года произошёл другой случай, оставивший травмирующие и противоречивые воспоминания. Купаясь в море, Нильсен начал тонуть, но другой мальчик постарше спас его, после чего «спасатель», по всей видимости, совершил акт мастурбации, потому что, очнувшись, Нильсен обнаружил, что его живот забрызган странной белой липкой жидкостью. Автобиографию, написанную в тюрьме, Нильсен назовёт «История тонущего мальчика». 
В отличие от многих серийных убийц, Деннис в детстве не был агрессивным, не испытывал приступов внезапной неконтролируемой ярости и не проявлял склонности к жесткому обращению с животными, даже наоборот, чужая агрессивность несколько пугала его. 
В 1961 году Деннис Нильсен поступает на военную службу в Вооружённые силы Великобритании, где становится армейским поваром. На этой должности он освоит навыки и умения мясника. 

## Зрелые годы
В армии Нильсен избегал общения с другими людьми и злоупотреблял алкоголем. В своей отдельной комнате он время от времени занимался мастурбацией перед зеркалом, представляя себе, что смотрит на труп. В последние месяцы службы у него появился близкий друг (не гомосексуал), который позволял себя снимать на кинокамеру. 
По просьбе Нильсена во время съёмок он лежал неподвижно и изображал мертвеца. Их расставание Нильсен, очевидно, воспринял болезненно, — он уничтожил все отснятые кассеты, а камеру подарил другу. После увольнения из армии в 1972 году Нильсен год проработал полицейским в «Службе столичной полиции» Лондона с апреля 1973 в звании младшего констебля, но быстро понял, что это работа не для него. 
Уволившись из полиции, он устраивается на работу в бюро по трудоустройству, где проработает вплоть до своего ареста. 
В 1974 Нильсен знакомится с Дэйвидом Гэлличеном, с которым они прожили вместе два года. Их разрыв стал суровым испытанием для Нильсена, и чтобы хоть как-то отвлечься от тяжёлых мыслей, он с головой окунается в работу, злоупотребляет алкоголем. 

## Серия убийств
В 1978 году Нильсен пребывал в состоянии глубокой депрессии. Особенно угнетающе на него подействовали Рождественские праздники, которые он провёл в полном одиночестве в своей квартире. Потаённые мечты, связанные с вожделением к мёртвому телу, вновь стали овладевать им. 30 декабря 1978 года он вышел на улицу с отчаянным желанием хоть с кем-нибудь познакомиться. В результате он приводит домой молодого человека, с которым они весь вечер пьют пиво. Проснувшись ночью, Нильсен, по собственным словам, испугался, что юноша уйдёт от него, как уходили все прежние любовники. Сначала он душит молодого незнакомца галстуком, потом опускает его голову в ведро с водой. Недавно благодаря команде детективов, решивших раскрыть все безнадёжные дела, была установлена личность первой жертвы. Это был Стивен Динхолмс, ему было 14 лет. 
Спустя год Нильсен пытается убить Эндрю Хо, молодого человека, с которым он познакомился в гей-баре, однако тот оказывает ему сопротивление и сбегает. 
3 декабря 1979 года Нильсен совершает второе убийство, его жертвой становится 23-летний канадский студент Кеннет Окендон. Его Нильсен душит шнуром от наушников, после чего начинает игры с трупом — он раздевает его, моет, одевает, фотографирует в разных позах, красит лицо косметикой и даже «пьёт с ним чай» и «смотрит телевизор». В дальнейшем все убитые им мужчины подвергнутся такой же участи. 
Жертвами Денниса Нильсена, как правило, становились бездомные подростки и юноши из неблагополучных семей, которых он заманивал к себе домой. Родителей не беспокоила судьба сбежавших детей, поэтому в розыск о них никто не заявлял. 
13 мая 1980 года Нильсен убивает третью жертву, 16-летнего бездомного алкоголика и наркомана Мартина Даффи. Нильсен снова принял ванну с трупом. (Свою страсть к мытью трупов Нильсен позже будет объяснять так: «Жертва — это грязная посуда, остающаяся после пира, и её мытье — это обычная гигиеническая процедура». Возможно, под «пиром» (или «празднеством» — feast) он подразумевал «праздник жизни». Тело Даффи пробыло в буфете две недели, прежде чем Нильсен поместил его под пол рядом с телом Кеннета Окендона. 
Середина лета 1980 года. Запах разложения в доме Нильсена становятся невыносимым, поэтому он решает избавиться от трупов под полом. Он расчленяет их, помещает головы в пластиковые мешки для мусора, а торсы — в два чемодана, и всё это прячет в сарае в саду. Часть конечностей он закапывает в саду, а внутренности выбрасывает в пластиковых мешках в мусорные баки. Через некоторое время прохожий нашёл в баке кусок внутреннего органа, вид которого показался ему подозрительным. Он отнёс его в полицию, однако там ему сказали, что это просто отходы из мясной лавки. 
Между июлем и сентябрём 1980 года четвёртая жертва Нильсена — 26-летний шотландец Билли Саутерленд. Нильсен не помнил, как его убил. Единственное, что он помнил — что проснулся утром рядом с его мёртвым телом. 
11 августа 1980 года по заявлению Дугласа Стюарта полиция посещает Нильсена. Стюарт жаловался, что заснул в кресле в доме Нильсена, а когда проснулся, то его ноги были связаны, а Нильсен обмотал галстук вокруг шеи. Стюарт стал сопротивляться, оттолкнул Нильсена и тот сказал ему, чтобы он уходил. Полиция только лишь составила протокол. 
10 ноября 1980 года одна из потенциальных жертв Нильсена проснулась, когда он пытался её задушить. Молодой человек вырвался и сбежал. Он сообщил об этом полиции, но та снова ничего не предприняла, посчитав, что это обычные садомазохистские игры двух гомосексуалов. Нильсен на суде рассказывал, что таких потенциальных жертв у него всего было семь, и что он позволял им сбегать только потому, что «мог преодолевать себя и выходить из этого состояния, напоминавшего транс», в котором он совершал убийства. Возможно, Нильсен говорил так, потому что хотел, чтобы его признали невменяемым. 
К концу 1980 года Нильсен убил в общей сложности уже десять человек. Пятой жертвой был молодой человек филиппинского или латиноамериканского происхождения. Шестой жертвой был строитель-ирландец. Седьмой жертвой был бездомный хиппи, страдавший от недоедания. Нильсен пригласил его к себе в гости, накормил и распил с ним бутылку рома. Когда молодой человек уснул, он задушил его галстуком. Однако он был таким истощённым, что Нильсен просто не мог смотреть на его тело («он выглядел так, будто сбежал из концлагеря») и быстро избавился от него. О восьмой жертве Нильсен вообще ничего не мог вспомнить. Девятой и десятой жертвам было по 18 лет. Нильсен познакомился с ними в баре «Золотой Лев» на Дин Стрит. 
Начало 1981 года Нильсен убивает одиннадцатую жертву. Это был скинхед, с которым он познакомился на площади Пикадилли (или, по другим сведениям, на Лестер Сквер). На его шее была татуировка из пунктирной линии и надписи, гласящей: «Отрезать по пунктирной линии». Нильсен так и сделал, когда расчленял его труп. 
Нильсен проветривал свой дом дважды в день, чтобы избавиться от запаха разложения и мух. Соседи стали жаловаться, но Нильсен отвечал им, что это обычный запах здания. Чтобы избавиться от трупов, Нильсен запирал своих домашних питомцев в саду, сам раздевался до трусов, клал труп на каменный пол кухни, разрезал ножами тело, некоторые части тел варил в котле, купленном ещё тогда, когда совершил первое своё убийство. Куски тела он помещал в пластиковые мешки, относил в сад и сжигал там на костре. В костёр он подкладывал старые автомобильные покрышки, чтобы запах горящей резины маскировал запах сгорающей плоти. Несгоревшие крупные кости он дробил с помощью газонокосилки и разбивал молотком, а прах разбрасывал в саду. 
18 сентября 1981 года Нильсен убивает двенадцатую жертву, умственно отсталого 24-летнего Малкольма Барлоу, больного эпилепсией. С Барлоу случился припадок на улице, прямо возле входной двери дома Нильсена. Нильсен вызывал для него неотложку, и на следующий день Барлоу решил зайти к своему спасителю и отблагодарить его. Он сел на ступеньки крыльца дома и прождал Нильсена несколько часов, пока тот не пришёл с работы. Нильсен пригласил его войти, и Барлоу сразу попросил выпить. Нильсен предупредил его, что препараты от эпилепсии плохо сочетаются с алкоголем, однако Барлоу решил «рискнуть». Выпив несколько стаканов рома, он заснул (или потерял сознание). Нильсен задушил его. 
5 октября 1981 года Нильсен переезжает в мансарду в многоквартирном доме на севере Лондона, в Масуэлл Хилл, на Крэнли Гарденс (хозяин якобы хотел отреставрировать дом и заплатил Нильсену довольно внушительную сумму в тысячу фунтов стерлингов за то, чтобы тот съехал. Хотя, может быть, хозяин сделал это потому, что у него появились арендаторы, готовые платить гораздо больше, чем Нильсен. Кроме того, Нильсен был «проблемным жильцом», платил нерегулярно, и на него жаловались соседи — из-за той же вони). 
23 ноября 1981 года Нильсен привёл домой 19-летнего студента Пола Ноббса. Они выпили, потом легли спать. Ноббс проснулся в 2:30 с ужасной головной болью. Он снова заснул и проснулся в шесть утра. В зеркале на кухне он увидел глубокую красную отметину на своей шее, белки глаз были красные, а лицо синюшного цвета. Нильсен сказал, что Ноббс выглядит ужасно, и посоветовал обратиться к врачу. В тот же день он пошёл к врачу, который сказал ему, что следы у него на шее могли появиться только в результате того, что кто-то пытался задушить его. Ноббс не стал заявлять в полицию. 
В декабре 1981 года Нильсен убивает тринадцатую жертву, 23-летнего Джона Хоулетта, с которым познакомился раньше в пабе. Несколько дней спустя, когда Нильсен пил в одиночестве, к нему подошёл Хоулетт, который узнал его. Они стали говорить и потом пошли к Нильсену в его новую квартиру. Через некоторое время Хоулетт стал раздражать Нильсена своим «наглым поведением», потому что «он чувствовал себя чересчур как дома». Нильсен саркастически заметил: «А я и не знал, что ты сюда переехал. Думаю, тебе уже пора съезжать. Тебе лучше сейчас уйти». Но тот не хотел уходить и, в конце концов, напился чуть ли не до коматозного состояния, и в этом состоянии Нильсен задушил его голыми руками, а потом, по своему обычному сценарию, утопил в ванне. По другим сведениям, Хоулетт не был настолько пьян, и когда Нильсен пытался задушить его (не руками, а куском обивочной ткани), стал сопротивляться и даже пытаться задушить самого Нильсена. 
Позже он расчленил труп, выварил голову, большие кости выбросил в мусор, а внутренние органы, руки и ноги поместил в пластиковые мешки, в которые насыпал соль, и спрятал в ящик из-под чая. Часть органов и куски плоти он спустил в унитаз. 
24 декабря 1981 года — ещё одна потенциальная жертва Нильсена — Тосимицу Осава, которого он пытался задушить. 
1982 год. Четырнадцатая жертва — 28-летний бездомный алкоголик и наркоман Грэм Ален, которого Нильсен встретил на Шафтсбери Авеню. Однако он не помнил, как его убил. Тело пролежало в ванне два дня, потом подверглось той же самой «переработке», что и тело предыдущей жертвы. 
Чтобы устранить запах разложения, который уже начал беспокоить соседей, Нильсен несколько раз в день распылял по квартире дезинфицирующее средство и огромные количества освежителя воздуха. 
Апрель 1982 года. Нильсен пытался убить 21-летнего трансвестита Карла Стоттера. Стоттер проснулся от того, что не мог дышать. Он увидел над собой Нильсена и подумал, что тот пытается помочь ему. Нильсен оттащил Стоттера в ванную и погрузил его в ванну, наполненную водой. Стоттер умолял его прекратить, но он не останавливался. Когда Стоттер перестал сопротивляться, Нильсен подумал, что он мёртв, и отнёс его обратно в комнату. Собака Нильсена Блип прыгнула на Стоттера и стала лизать ему лицо. Нильсен обнаружил, что Стоттер жив, и уложил его в кровать. Когда он пришёл в себя, Нильсен сказал ему, что его горло прищемила молния спального мешка. Стоттер подумал, что это всё ему приснилось. Хотя он сходил в больницу, где ему сказали, что его пытались задушить, он не стал заявлять в полицию. 
1 февраля 1983 года Нильсен убивает свою пятнадцатую (и последнюю) жертву — 20-летнего бездомного наркомана Стивена Синклера, больного гепатитом. Нильсен шёл по Оксфорд Стрит и ел гамбургер, когда Синклер пристал к нему и стал выпрашивать еду. Тогда Нильсен предложил пойти к нему в гости. Дома у Нильсена Синклер выпил пива и виски, принял героин и уснул, и тогда Нильсен задушил его. Когда он снял с трупа Синклера рубашку, то увидел, что рука жертвы была перебинтована. Сняв повязку и увидев под ней порезы, Нильсен понял, что Синклер недавно пытался вскрыть себе вены. 

## Арест
Нильсен был арестован после того, как обеспокоенные соседи вызвали сантехника, чтобы прочистить засор в канализации. Засор был вызван огромными кусками гниющего мяса. Сантехник сообщил об этом в полицию. Узнав об этом, Нильсен ночью тайно пробрался к канализационному люку и убрал останки, однако эту вылазку заметила соседка. На следующий день Нильсена арестовали. Судом Нильсен был приговорён к пожизненному заключению без возможности досрочного освобождения в течение 25 лет. В 2006 году после пересмотра приговора Нильсону сообщили, что его уже никогда не выпустят досрочно. 
В конце 2002 благодаря стараниям Денниса Нильсена (он стал довольно известным борцом за права заключённых) в Великобритании был принят закон, разрешающий заключённым получать по почте эротические материалы. В последние годы Нильсен утверждал, что трёх жертв он выдумал, и на самом деле им было убито 12 юношей, а не 15. 
Нильсен умер в тюрьме 12 мая 2018 года от оторвавшегося в лёгком тромба в возрасте 72 лет после 35 лет лишения свободы. 

## В культуре
По истории Нильсена был снят сериал «Дес» с Дэвидом Теннантом в главной роли. 
Писатель Поппи Брайт при создании образа главного героя Эндрю Комптона в своём романе «Изысканный труп» использовал детали биографии Нильсена и другого известного серийного убийцы — Джеффри Дамера. 
У итальянской симфо-блэк метал группы Stormlord есть песня «Under The Boards (195, M.A.)», выпущенная в 2004 году на альбоме «The Gorgon Cult», посвящённая Нильсену Деннису. 